# Waltersdorf an der March

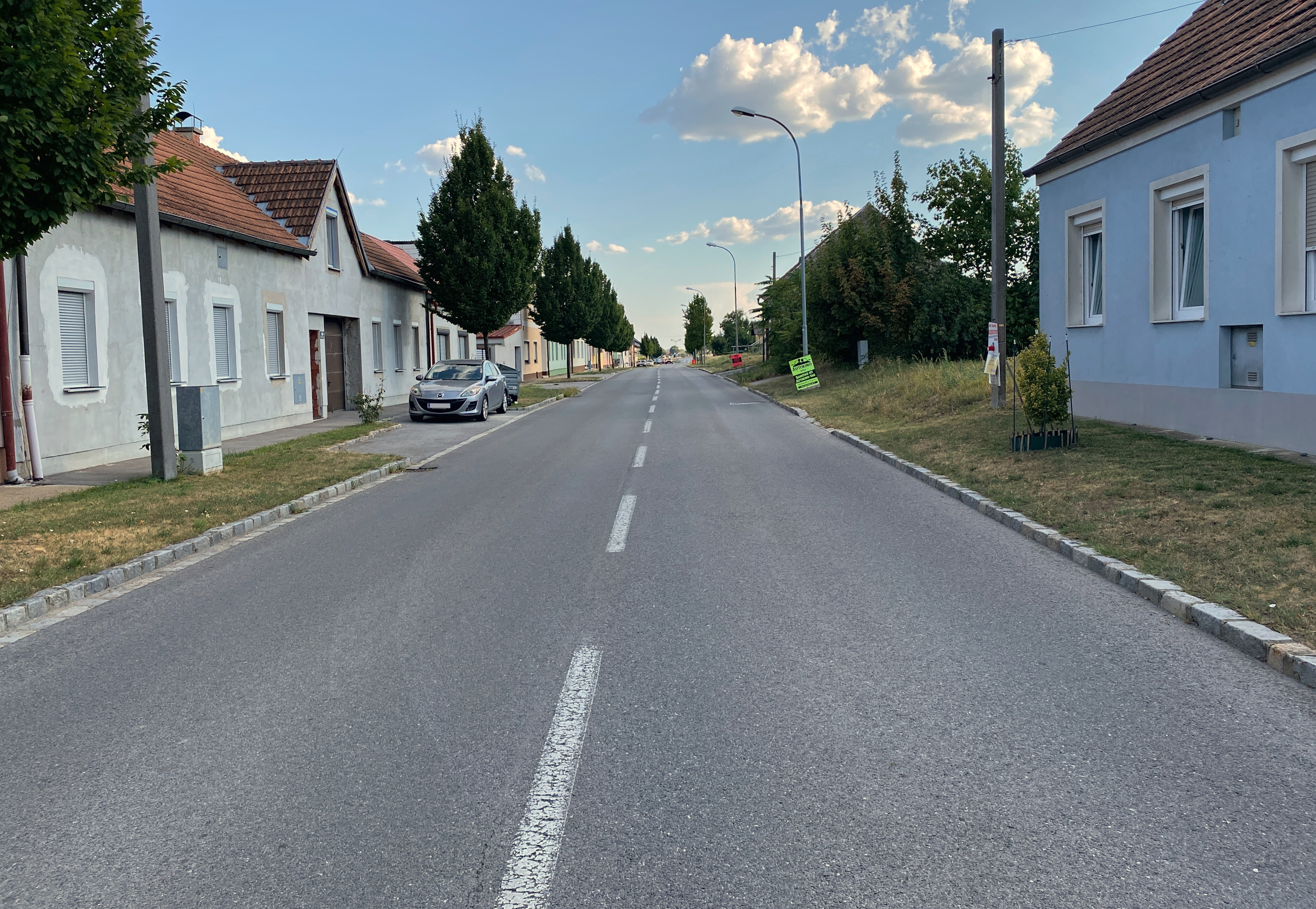
Die Hauptstraße in Waltersdorf an der March

Waltersdorf an der March ist ein Ort und eine Katastralgemeinde in der Marktgemeinde Drösing im Bezirk Gänserndorf in Niederösterreich.

## Lage
Der Ort liegt im Südwesten der Marktgemeinde Drösing, südlich des Ortes liegt Sierndorf an der March.

## Verbauung
Das Straßendorf in Nordsüdausrichtung steht in einer nach Osten abfallenden Geländekante. Durchgehend geschlossene meist eingeschoßige traufständige Verbauung.

## Geschichte
Mitte Juni 1704 stießen Kuruzen ins Weinviertel vor und verwüsteten den Ort.
Laut Adressbuch von Österreich waren im Jahr 1938 in der Ortsgemeinde Waltersdorf ein Bäcker, ein Binder, ein Fleischer, ein Gastwirt, zwei Gemischtwarenhändler, eine Milchgenossenschaft, ein Schmied, ein Schuster, ein Tischler, ein Wagner, ein Zuckerwarenhändler und zahlreiche Landwirte ansässig.

## Kultur und Sehenswürdigkeiten

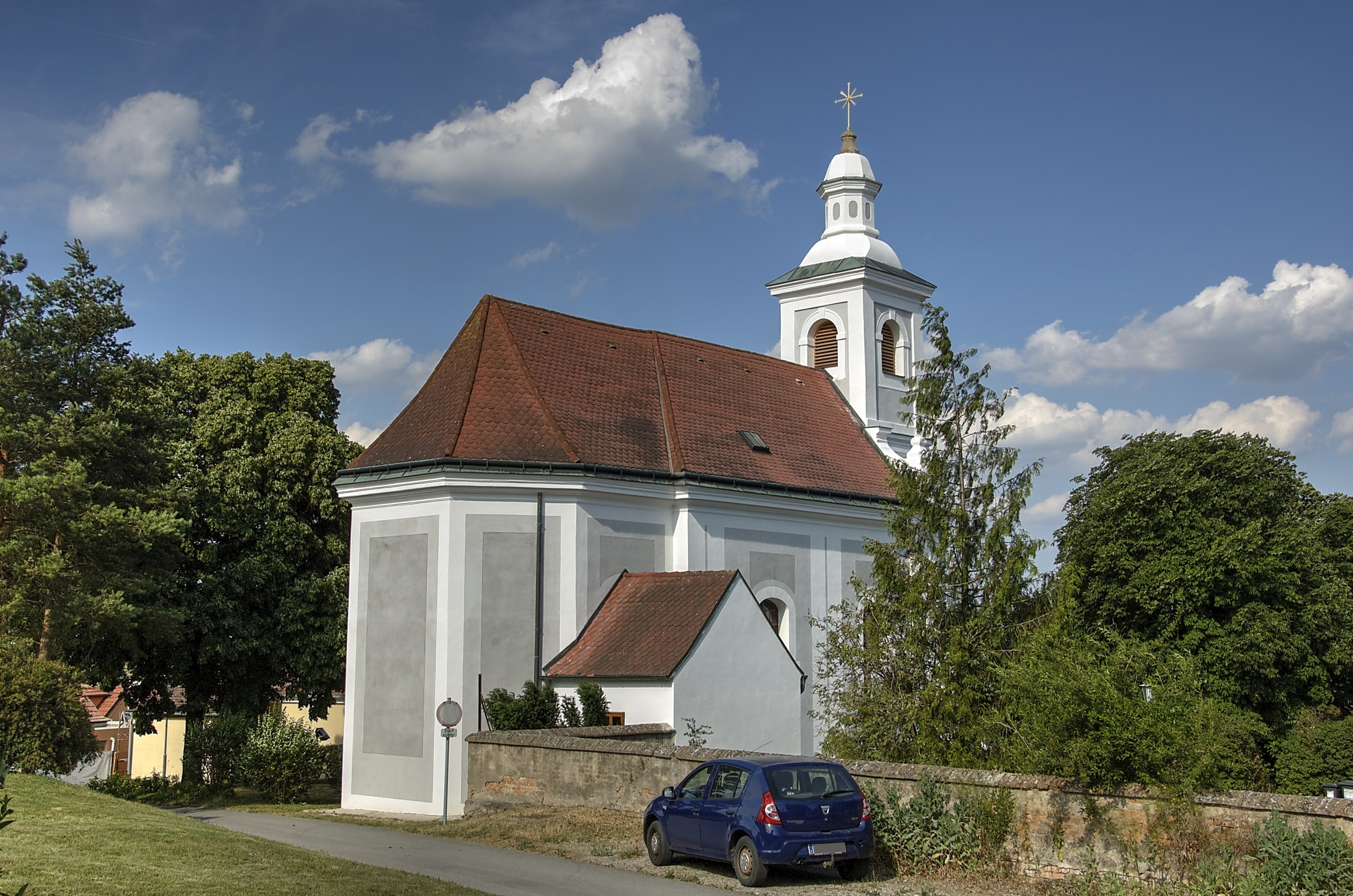
Filialkirche Waltersdorf an der March

- Katholische Filialkirche hl. Michael
- Kriegerdenkmal unterhalb der Kirche
- Friedhof Waltersdorf an der March am Südrand des Ortes
- Kellergasse oberhalb des Ortes